# Maasgrind

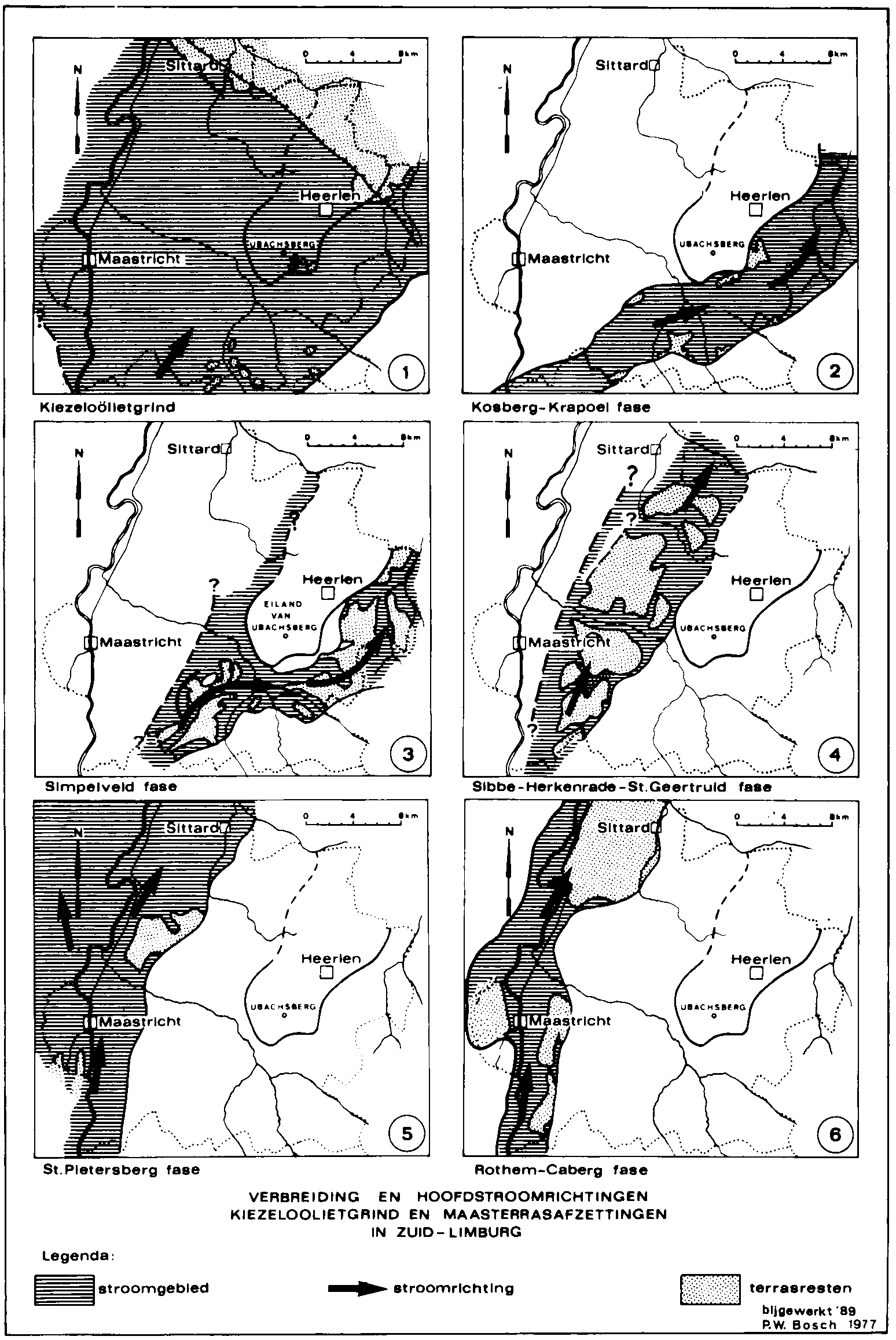
Verschillende fases waarin de Maas door Zuid-Limburg stroomde en haar sediment van zand en Maasgrind in Maasterrasafzettingen in het landschap deponeerde

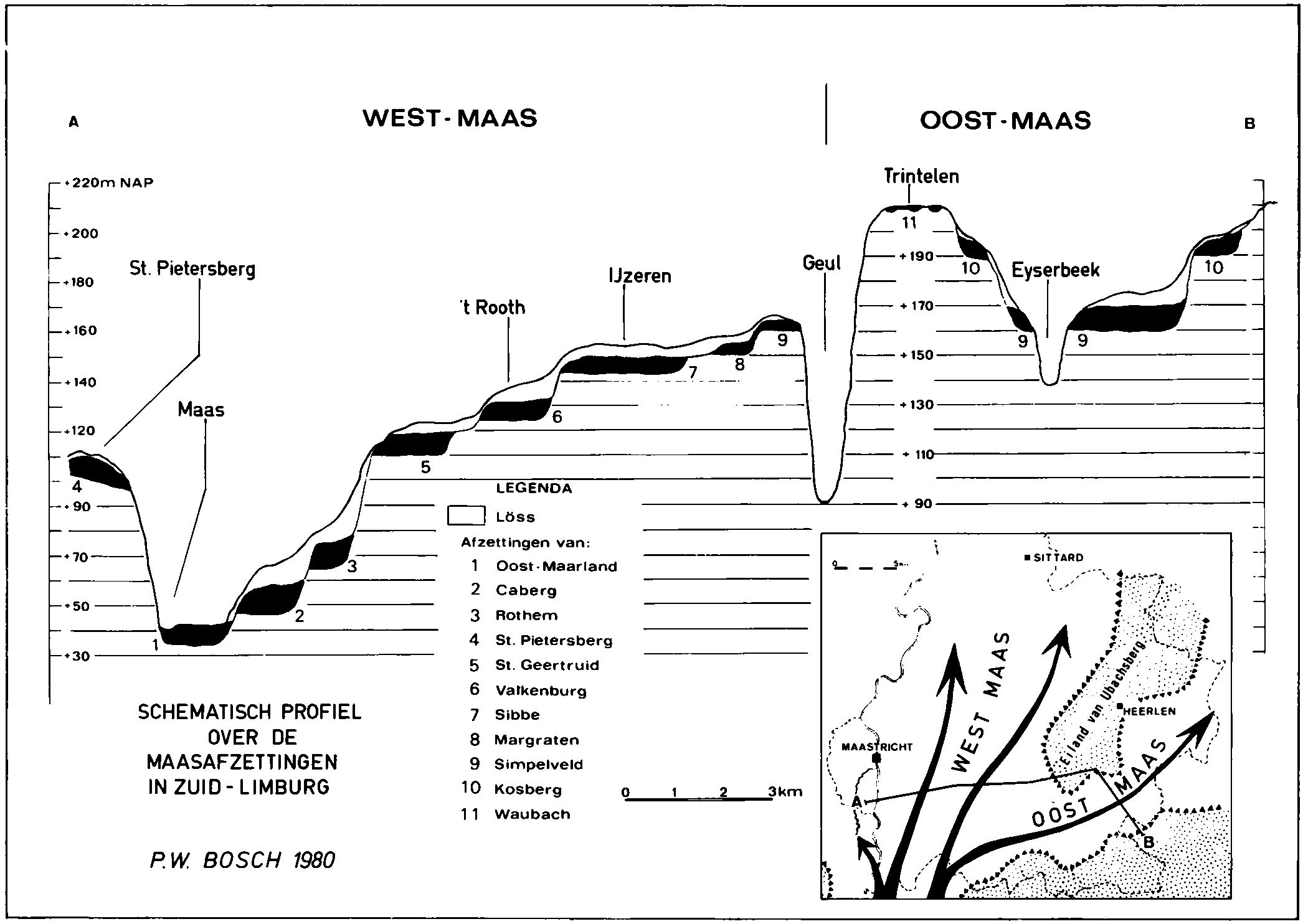
Profiel dwars door de dalen van de Maas met de Maasafzettingen in Zuid-Limburg

Maasgrind en Maaskeien zijn fluviatiele sedimenten die samen met zand door de Maas afgezet zijn. In verschillende perioden hebben vanaf het laat Mioceen tot in het Holoceen achtereenvolgens de Oermaas, Oostmaas, Westmaas en de hedendaagse Maas sedimenten meegevoerd en onderweg afgezet in verschillende laagpakketten uit de Kiezeloöliet Formatie en de Formatie van Beegden.

## Geschiedenis
Aan het einde van het Tertiair waren pas de eerste sporen van de Maas te vinden. De oudst herkenbare afzettingen van de toenmalige Oermaas hebben een Boven-Miocene ouderdom en behoren tot de zogenaamde Kiezeloöliet Formatie. Het Ardennengebied in zijn huidige vorm, bestond nog niet maar vormde met Zuid-Limburg een uitgestrekte schiervlakte, waarover het grindrijke Laagpakket van Waubach (Kiezeloöliet Formatie) als een puinwaaier werden afgezet.
Aan het einde van het Tertiair, rond de overgang Plioceen - Pleistoceen, vond de opheffing van de Ardennen en het Rijn-Leisteenplateau plaats. Deze opheffing had grote invloed op het Zuid-Limburgse gebied. Het gebied ten zuiden van de Feldbissbreuk (de breuk die loopt langs de lijn Sittard-Kerkrade) werd mee opgeheven, terwijl het gebied ten noorden van deze breuk, de zogenaamde Roerdalslenk, daalde. In deze Roerdalslenk bleven de afzettingen van de Kiezeloöliet Formatie voor de erosie gespaard, terwijl zij ten zuiden van de Feldbiss vrijwel geheel werden geërodeerd en alleen erosieresten bewaard bleven.
Door de opheffing van het Ardennen-Rijnlandse-Massief werden de uit het zuiden komende rivieren gedwongen zich in te snijden in het langzaam rijzende gebied. Dit ging gepaard met sterke erosie in de Ardennen en het zuidelijke gelegen Vogezengebied. Grof gebergtepuin werd naar Zuid-Limburg getransporteerd en er is nu voor het eerst een uit het zuiden komende rivier die de Maas te noemen is te herkennen. Het oudste morfologisch herkenbare dal van de Maas strekte zich uit van Luik over Eijsden, Noorbeek, Gulpen, Simpelveld, Kerkrade naar Jülich, waar de Maas uitmondde in de Rijn. Dit was het dal van de Oostmaas. In het noorden werd dit dal begrensd door een hoge rug die loopt van Hallembaye naar de hoogte van Banholt en de zuidrand van het Eiland van Ubachsberg bij de Huls. Door de latere doorbraak van de Maas naar het westen zijn grote delen van de noordelijke dalwand verdwenen en zijn alleen de voornoemde punten voor erosie gespaard gebleven. Dit dal is dan verder te volgen langs de oostrand van het Eiland van Ubachsberg naar Waubach. Ten noorden van de Feldbiss, in het dalingsgebied, vervaagt de noordelijke dalwand. De zuidelijke dalwand wordt gevormd door de zogenoemde gebergterand, een steilrand die de zuidelijke begrenzing vormt van het sedimentatiegebied van de Maas. Deze gebergterand, die tevens de noordrand van de schiervlakte vormt, loopt langs Hoogcruts, Epen, Vijlen en via Orsbach over Duits gebied in de richting van Vetschau ten noorden van Laurensberg. In dit dal zijn enkele terrassen te onderscheiden, waar achtereenvolgens het Laagpakket van Kosberg, het iets jongere Laagpakket van Crapoel, daarna het Laagpakket van Noorbeek en ten slotte de jongste door het Laagpakket van Simpelveld werden afgezet.
De opheffing van het gebied ging tevens gepaard met een lichte kanteling naar het noordwesten, waardoor het dal van de Oostmaas steeds hoger kwam te liggen. Na verloop van tijd werd de Maas dan ook gedwongen dit dal te verlaten. De Maas breekt dan door de noordelijke dalwand ten westen van Gulpen om zich een weg te banen naar het noorden langs de westelijke flank van het Eiland van Ubachsberg en daar te gaan stromen als de Westmaas. Daarmee kwam het dal van de Oostmaas droog te liggen en namen kleine beekjes bezit van het gebied die vanaf de schiervlakte vuursteenrijk grind meevoerden en als Laagpakket van Hoogcruts op de oude Maasafzettingen afzette. In het dal van de Westmaas sneed de rivier steeds dieper in in het landschap en zette in verschillende perioden Maasgrind en zand af in het gebied in de vorm van de laagpakketten van Margraten, Sibbe, Valkenburg, St. Geertruid, St. Pietersberg, 's-Gravenvoeren, Rothem, Caberg, Gronsveld, Oost-Maarland.

## Afzettingen
De Maasafzettingen bestaan uit zand, stenen, keien en rotsblokken. De afzettingen zijn te herkennen doordat ze als laagpakketten op verschillende hoogtes, terrassen, in het landschap werden afgezet. Daarnaast verschillen de grindafzettingen in de verschillende laagpakketten door hun kwartspercentages die hoe recenter ze werden afgezet hoe kleiner het percentage kwarts in het grind. Terwijl het oudere Laagpakket van Waubach een kwartspercentage kent van 80-90%, heeft het jongere Laagpakket van Oost-Maarland nog slechts een kwartspercentage van 15%.

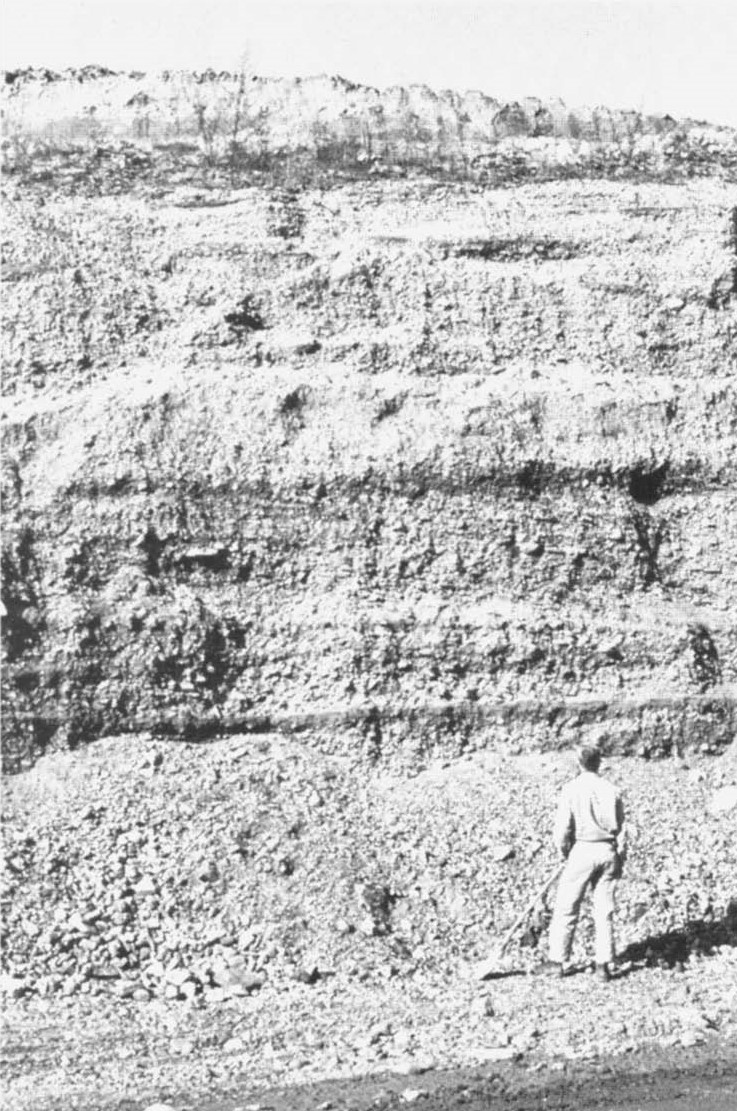
Grindgroeve in het Laagpakket van Caberg
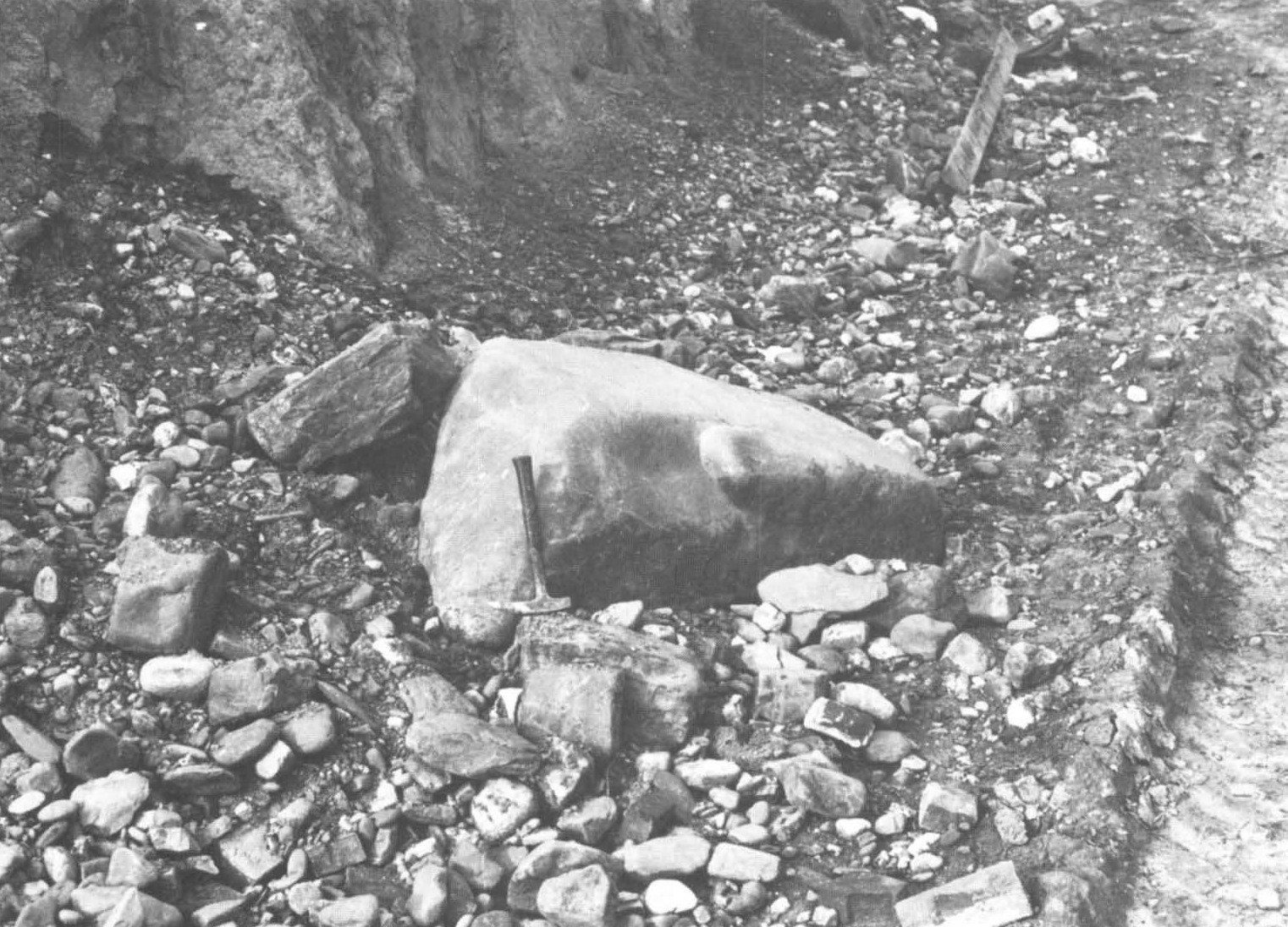
Mengsel van grof zand, fijn tot zeer grof grind, stenen en blokken uit het Laagpakket van Caberg
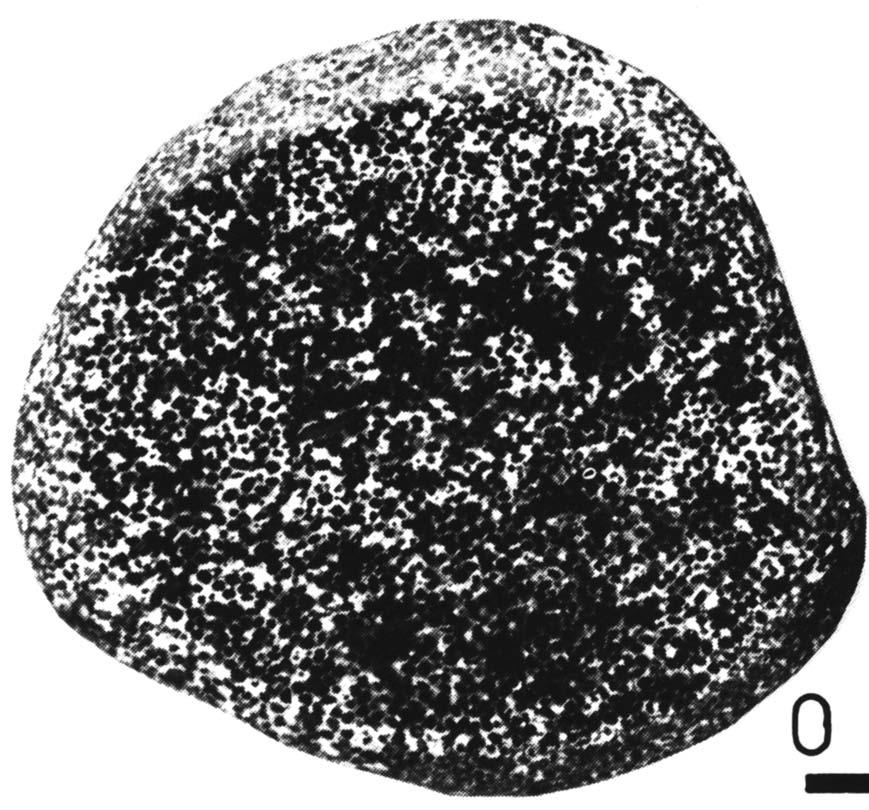
Verkiezelde oölitische Jurakalksteen (Laagpakket van Waubach) afkomstig uit Noord-Frankrijk
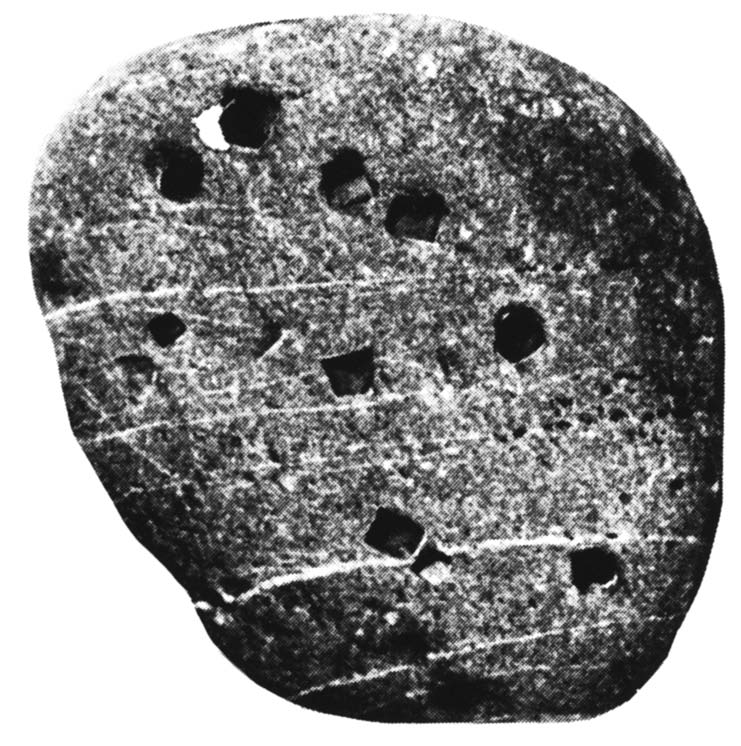
Revinienkwartsiet, Cambrische blauwgrijze kwartsiet met typische indrukken van pyrietkristallen afkomstig van het Massief van Rocroi en Stavelot
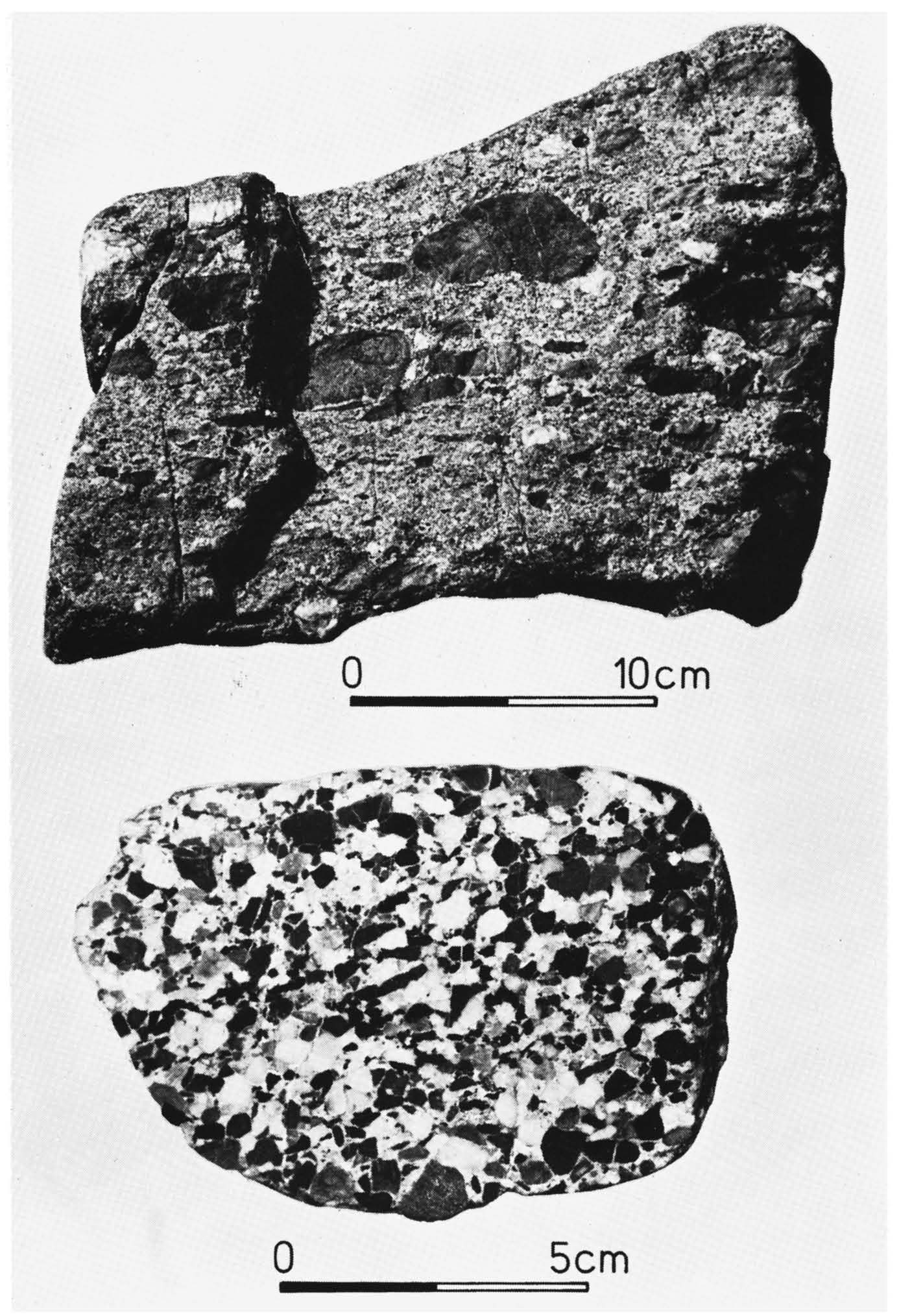
Burnot- (boven) uit het Onder-Devoon en Andenneconglomeraat uit het Boven-Carboon
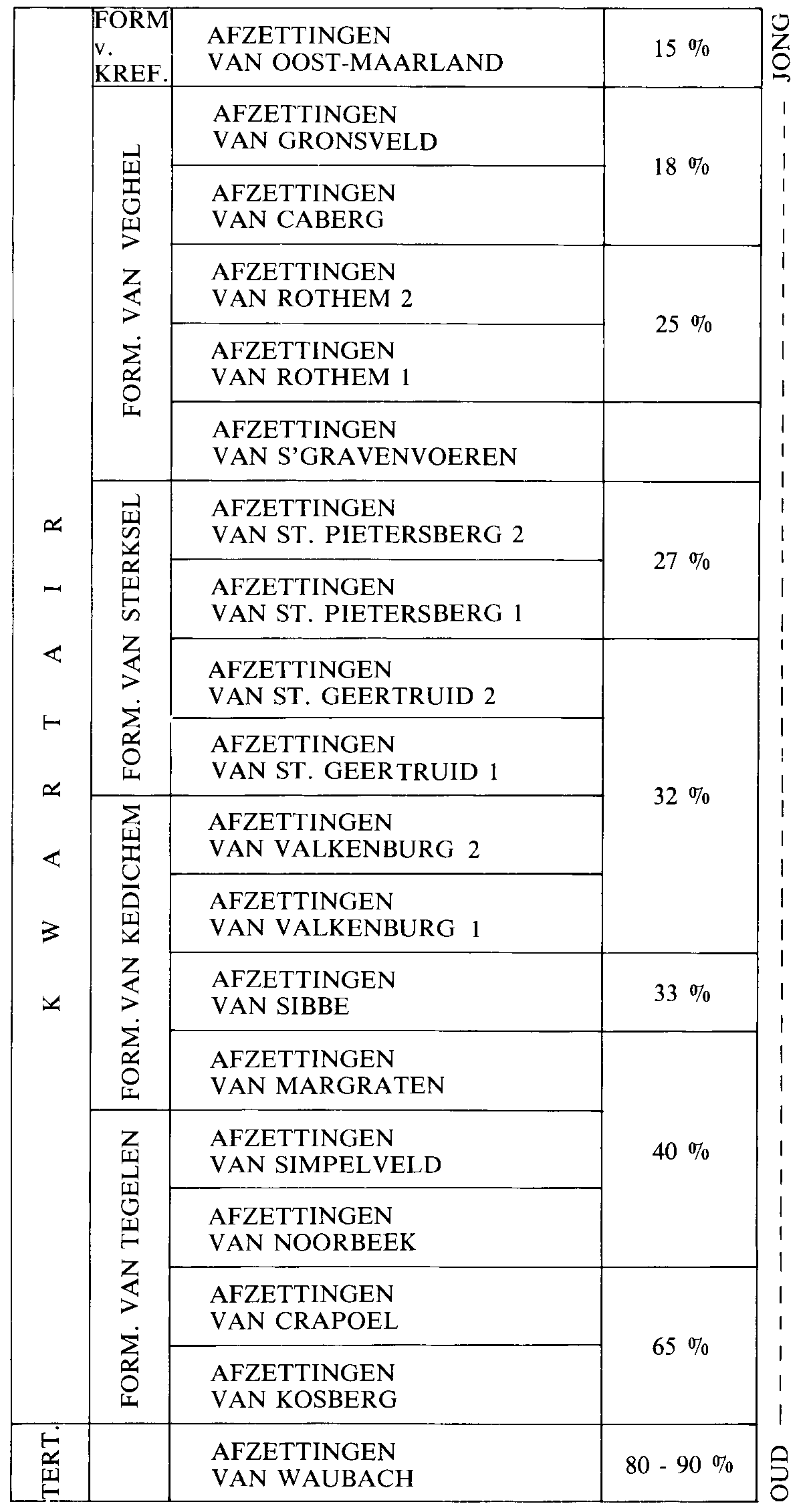
Gemiddelde kwartspercentages in Maasgrind naar laagpakket